# Cosmodromul Baikonur

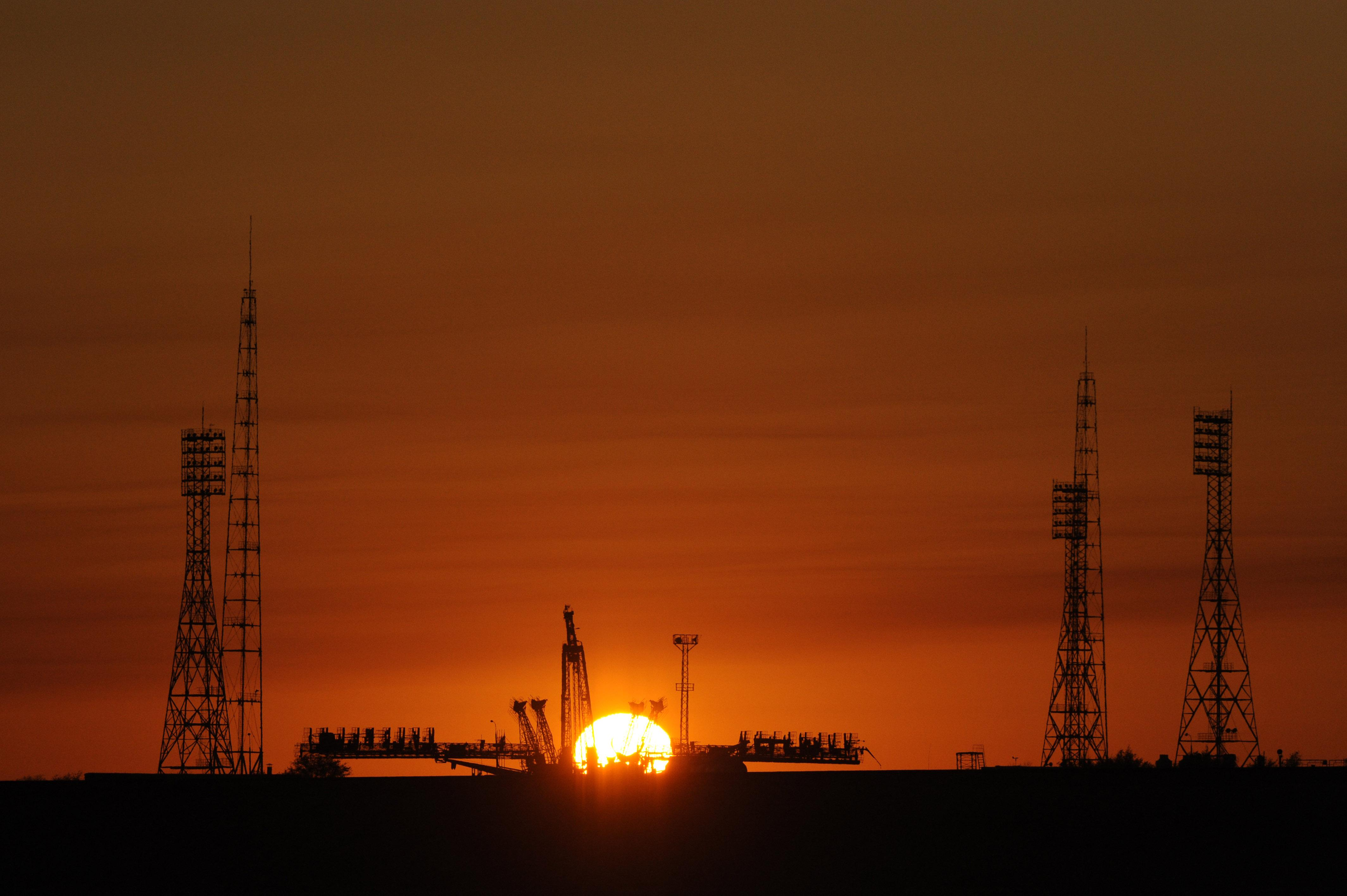
Una din platformele de lansare ale cosmodromului Baikonur

Cosmodromul Baikonur (kazahă Байқоңыр ғарыш айлағы, Bayqoñır ğarıș aylağı; rusă Космодром Байконур, Kosmodrom Baykonur), numit și Tyuratam, este cel mai vechi și mai mare cosmodrom din lume. Se află în Kazahstan, la aproximativ 200 kilometri est de Marea Aral, lângă orașul Tyuratam.